# Kamień Rymański
Kamień Rymański (deutsch Hohenfier) ist ein Wohnplatz in der Woiwodschaft Westpommern in Polen. Er liegt im Gebiet der Gmina Rymań (Landgemeinde Roman) und gehört mit dieser zum Powiat Kołobrzeski (Kolberger Kreis).
Der Wohnplatz liegt in Hinterpommern, etwa 85 Kilometer nordöstlich von Stettin und etwa 25 Kilometer südlich von Kołobrzeg (Kolberg). 
Hohenfier wurde im 18. Jahrhundert als Vorwerk des Rittergutes Reselkow über 2 Kilometer östlich von Reselkow an einem kleinen See angelegt. Als das Rittergut im Jahre 1896 durch den damaligen Besitzer aufgeteilt wurde, ging auch Hohenfier, als Anteil Reselkow B, an einen Käufer. Letzter Besitzer von Hohenfier vor 1945 war ein Ernst Brandenburg. Im Jahre 1816 lebten in Hohenfier 20 Einwohner, im Jahre 1885 64 Einwohner und im Jahre 1925 129 Einwohner.
In politischer Hinsicht gehörte Hohenfier zunächst zum Gutsbezirk Reselkow. Nach der Aufteilung des Gutes wurde im Jahre 1900 ein eigener Gutsbezirk Hohenfier gebildet. Mit der Auflösung der Gutsbezirke in Preußen wurde Hohenfier im Jahre 1928 in die Landgemeinde Reselkow eingegliedert. Als Teil der Landgemeinde Reselkow gehörte Hohenfier bis 1945 zum Landkreis Kolberg-Körlin in der preußischen Provinz Pommern. 
Nach dem Zweiten Weltkrieg kam Hohenfier, wie ganz Hinterpommern, an Polen. Die Bevölkerung wurde vertrieben. Der Wohnplatz erhielt den polnischen Ortsnamen Kamień Rymański. 
Kamień Rymański gehört heute zum Schulzenamt Rzesznikowo in der Gmina Rymań. Im Jahre 2013 wurden 46 Einwohner gezählt.